# Ataque à delegacia de Karachi em 2023
O ataque à delegacia de polícia de Karachi em 2023 foi um atentado terrorista que ocorreu em 17 de fevereiro de 2023, quando militantes suicidas invadiram um complexo policial no coração da metrópole provincial de Karachi, no Paquistão. O atentado resultou em pelo menos sete mortes, sendo quatro vítimas - dois policiais, dois guardas florestais e um civil além dos três terroristas participantes do atentado mortos durante uma troca de tiro com às forças de segurança. Ao menos 14 pessoas ficaram feridas.
Em uma mensagem enviada pelo WhatsApp à Agence France-Presse (AFP), o Tehrik-i-Taliban Pakistan (TTP), também conhecido como Talibã paquistanês confirmou a autoria do atendado, afirmando: "Nossos mujahedines atacaram o centro policial de Karachi". O cerco foi encerrado no mesmo dia, com o governo paquistanês decretando estado de alerta máximo e reforçando a mobilização das forças de segurança em todo o país, além disso, o ministro-chefe de Sinde, Murad Ali Shah, informou que os três militantes responsáveis pelo ataque foram mortos pela polícia, guardas florestais e exército. Apesar do ataque ser principalmente vinculado ao talibã paquistanês, também se atribuí a responsabilidade ao grupo jihadista do Estado Islâmico-Khorasan (IS-K), braço regional do Estado Islâmico (EI).
O primeiro-ministro Shehbaz Sharif condenou o ataque e enfatizou que "os terroristas podem ter esquecido que o Paquistão é uma nação que derrotou o terrorismo com sua bravura e coragem". Ele também acrescentou que: "Mais uma vez, os terroristas atacaram Karachi. Esses atos covardes não podem destruir a vontade e determinação da polícia e das forças de segurança. Toda a nação está com a polícia e as agências de segurança".

|                | Ned Price | Logo do Twitter, um pássaro azul estilizado |
| @StateDeptSpox |           |                                             |

            em inglês:  Os Estados Unidos condenam veementemente o ataque terrorista ao Gabinete da Polícia de Karachi. Estamos firmemente com o povo paquistanês diante deste ataque terrorista. A violência não é a resposta e deve parar. Minhas mais profundas condolências às famílias dos feridos e mortos.

18 de Fevereiro de 2022

Atendados no território paquistanês cresceram em 50% em 2022, a principal razão se dá pelo retorno do talibã ao poder em seu país vizinho, o Afeganistão em Agosto de 2021.
Ned Price, porta-voz do Departamento de Estado dos Estados Unidos se pronunciou no Twitter, afirmando que: "o país condena enfaticamente o ataque terrorista." O Consulado estadunidense em Karachi pela mesma plataforma afirmou que estava ciente do ataque em Karachi e pediu que cidadãos estadunidenses deveriam ter muito cuidado e evitassem a área.''